# Vinzenz Stürler

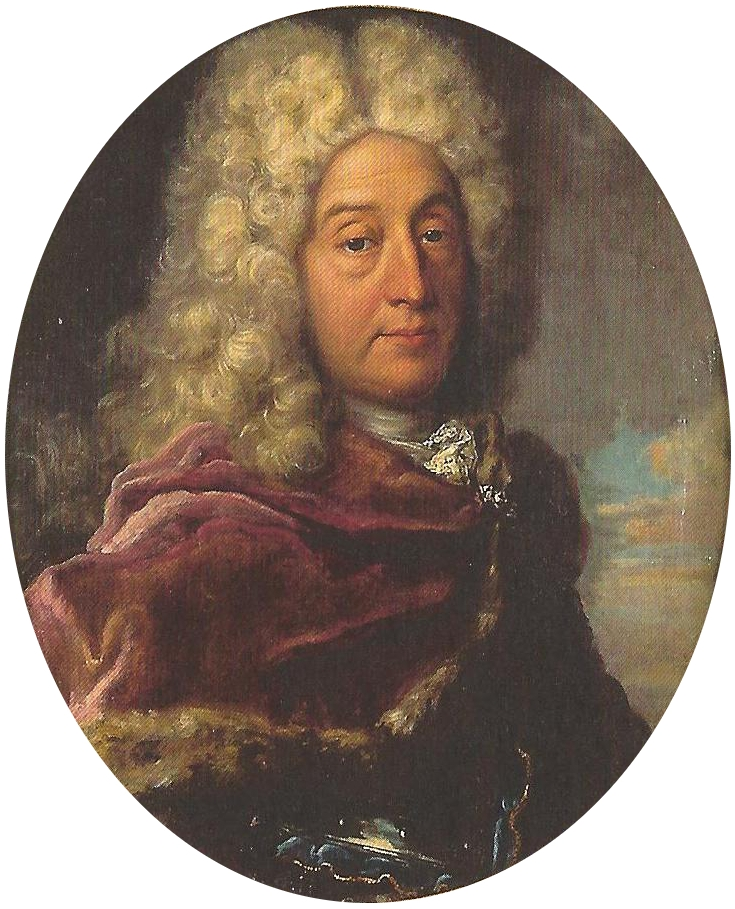
Robert Gardelle, Porträt Vinzenz Stürler.

Vinzenz Stürler (* 9. September 1662 in Bern; † 18. Oktober 1734 ebenda) war ein Berner Offizier und Magistrat.
Vinzenz Stürler diente ab 1677 in der Leibgarde des Prinzen Wilhelm III. von Oranien und später in den französischen Regimentern von Erlach und Pfyffer als Offizier, ab 1693 wiederum in holländischen Diensten. Im selben Jahr heiratete er Marguerite Talon, Tochter des Denis Talon, avocat général in Frankreich. 1698 wurde er Major und 1702 ernannte ihn Wilhelm III. zum Obersten im holländischen Regiment Montmollin. 1709 wurde er Brigadegeneral. Ab 1701 hatte er einen Sitz im Grossen Rat der Stadt Bern. Er quittierte 1722 den Dienst, um als Schultheiss von Burgdorf walten zu können.

## Archive
- Papiers appartenant à Mons. le Brigadier Sturler concernant son régiment en Hollande, 1712.05.01-1713.02.19, P de Mestral II D 8/1/4/4 im Katalog der Archives cantonales vaudoises.